# Ciolpani
Ciolpani es una comuna y pueblo de Rumania ubicada en el distrito de Ilfov.

## Demografía
Según el censo de 2011, tiene 4811 habitantes, mientras que en el censo de 2002 tenía 4472 habitantes. La mayoría de la población es de etnia rumana (94,53 %).
La mayoría de los habitantes son cristianos de la Iglesia Ortodoxa Rumana (94,94 %).
En la comuna hay cuatro pueblos (población en 2011):
- Ciolpani (pueblo), 2828 habitantes;
- Izvorani, 641 habitantes;
- Lupăria, 552 habitantes;
- Piscu, 790 habitantes.

## Geografía
Se ubica en el norte del distrito, sobre la carretera 1 a medio camino entre Bucarest y Ploiești.